# 남쪽바람개비 은하
남쪽 바람개비 은하 (Southern Pinwheel Galaxy) 또는 메시에 83 (Messier 83, M83), NGC 5236는 바다뱀자리에 있는 나선 은하이다. M83은 1752년 성직자였던 니콜라 루이 드 라카유)가 희망봉에서 처음 발견하였다. 이 은하는 우리은하가 속한 국부 은하군 밖에 있는 은하 중에 가장 먼저 발견된 천체이면서, 우리 은하, 대마젤란운, 소마젤란운, M31 안드로메다 은하, M32 타원 은하, 메시에 110, 삼각형자리 은하 다음으로 7번째로 발견된 은하이기도 하다. 지름은 대략 100,000 광년이다.

## 형태
남쪽 바람개비 은하는 정상나선은하와 막대나선은하의 중간 형태로서, 나선팔이 감긴 모습이 매우 역동적이다. 또한 나선팔을 따라 붉은 점과 푸른 점들이 검은 먼지 흡수대(dark lane)의 가지에 열매처럼 서로 꼬리를 이어 맺혀있다.

### 성운과 은하핵
붉은 점들은 산재된 가스의 성운으로 별 탄생이 막 일어나고 있는 지역이며, 주변의 뜨거운 별에 의해 붉게 발광하고 있다. 푸른 점들은 태어난 지 수백 ~ 수천만 년밖에 안 되는 젊은 별들로 이루어진 성단 영역이다. 은하핵은 강한 노란색의 방출선을 보이는데, 주로 늙은 항성 종족으로 구성되어 있다. 늙은 항성 종족은 은하핵에서 막대 모양의 구조를 따라 뻗은 후 나선팔에 연결되고 있다.

## 신성

### 2013년
- 적색 신성인 Nova M83 2013-01a가 관측되었다.

- 또 다른 적색 신성인 Nova M83 2013-01b가 관측되었다.

### 2015년
- SPIRITS15nz가 폭발하였다.

### 2016년
- SPIRITS16oz가 폭발하였다. 신성인지 초신성인지는 아불명으로, unk.로 분류된다.
- SPIRITS16po이 폭발하였다. 형태가 알려지지 않았다.
- SPIRITS16pr이 폭발하였다. 상위의 초신성과 마찬가지로 형태가 알려지지 않았다.

### 2017년
- SPIRITS17po가 폭발했다.

### 2018년
- Nova M83 2018-01a가 폭발하였다.
- Nova M83 2018-02a가 폭발하였다.

### 2019년
- Nova M83 2019-02a가 폭발하였다.
- Nova M83 2019-03a가 폭발하였다.

### 2024년
- Nova M83 2024-01a와 Nova M83 2024-01b가 동시에 폭발하였다.

## NGC 5128-M83 은하군
남쪽 바람개비 은하는 바다뱀자리와 센타우루스자리에 속한 NGC 5128-M83 은하군에 있는 은하 중 두 번째로 가까운 은하이다. 센타우루스 A 은하는 남쪽바람개비 은하에 이어 가장 가까운 은하이다.

### 두 개 또는 한 개
이 두 개의 은하군은 합쳐져서 하나의 은하군을 이루고 있다. 가끔 두 개의 은하군으로 하기도 한다. 그러나, 이 은하군은 넓은 공간을 따라 천구상에서 이동을 하기 때문에 정확한 은하군의 관측은 어렵다.

## 같이 보기
- 바람개비 은하 - a similar face-on spiral galaxy
- 머리털 바람개비 은하 - a French experimental rock band named after the galaxy